# Europees kampioenschap voetbal vrouwen onder 17 - 2017
Het Europees kampioenschap voetbal vrouwen onder 17 van 2017 was de 10de editie zijn van het Europees kampioenschap voetbal vrouwen onder 17, het jaarlijkse voetbaltoernooi wordt georganiseerd door de UEFA voor alle Europese nationale vrouwenploegen onder 17 jaar. Tsjechië werd op 26 januari 2015 door de UEFA aangeduid als gastland, Duitsland was de uiteindelijke winnaar: net als het jaar voordien versloeg het Spanje met penalty's, nadat de finale op 0-0 was geëindigd.
Acht landen namen deel aan het toernooi, waarvan de speelgerechtigde spelers zijn geboren op of na 1 januari 2000. Elke wedstrijd duurde 80 minuten, verdeeld over twee helften van 40 minuten, met een pauze van 15 minuten.

## Kwalificaties

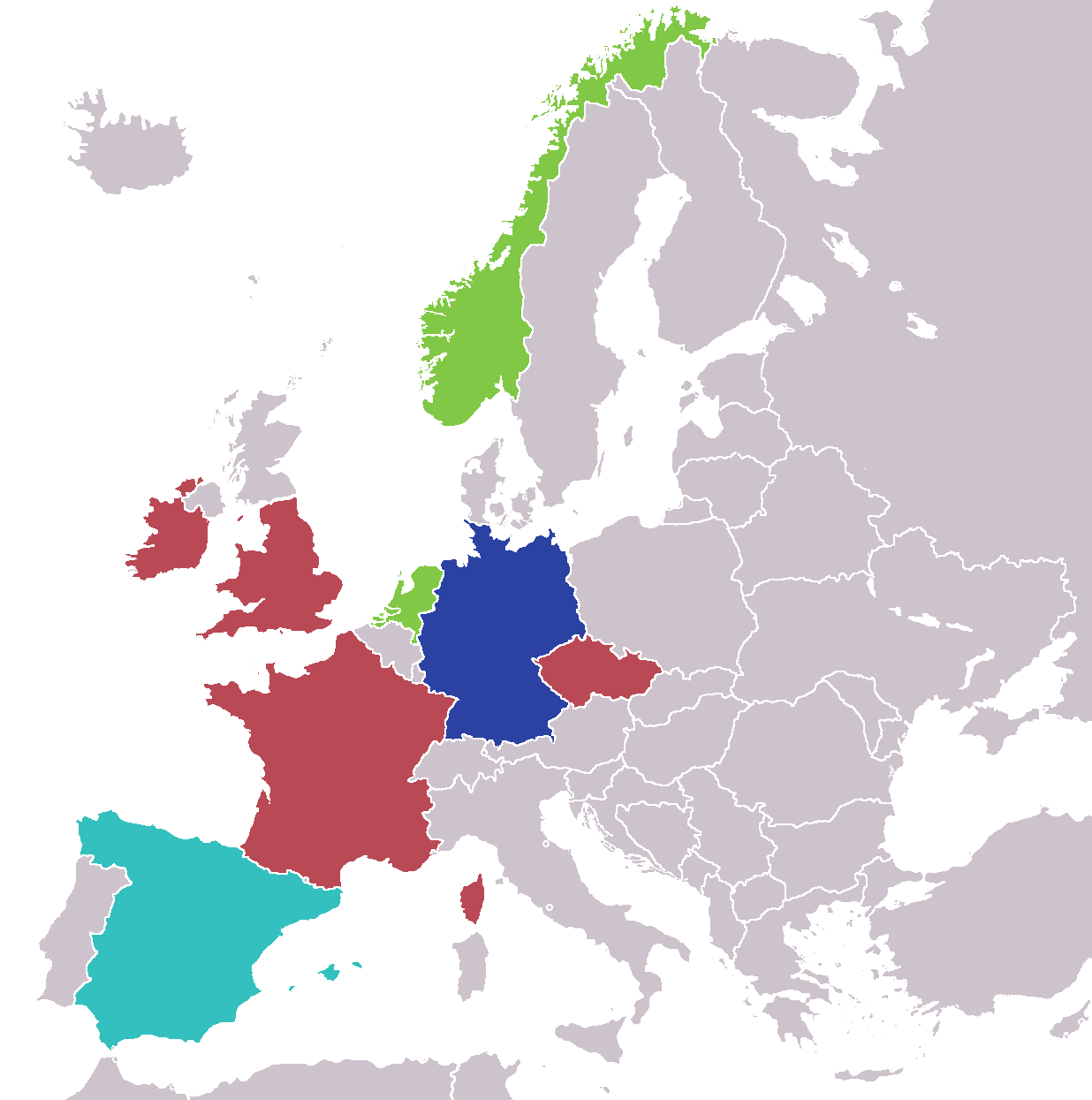
Gekwalificeerde landen
Winnaar
Tweede
Halve finale
Groepsfase

46 nationale ploegen begonnen aan de competitie, waarvan Tsjechiê zich rechtstreeks plaatste als gastland. De andere 45 ploegen streden tijdens de kwalificaties voor de resterende zeven plaatsen op het toernooi.
De kwalificaties bestonden uit twee rondes: 
- Kwalificatieronde (1 september – 31 oktober 2016)
- Eliteronde (3 maart – 29 maart 2016)

Nederland plaatste zich voor het hoofdtoernooi door in de kwalificatieronde Bulgarije en Moldavië uit te schakelen (in een groep waarvan Noorwegen de winnaar werd) en in de eliteronde (als gastland) een groep te winnen met verder Oostenrijk, Slovenië en Zwitserland. België plaatste zich voor de eliteronde door in de kwalificatieronde Oekraïne en Roemenië uit te schakelen (in een groep waar Servië tweede werd), maar werd daarin op doelsaldo uitgeschakeld door gastland Frankrijk (in een groep waarin verder ook Griekenland en Rusland zaten).

### Gekwalificeerde landen
| # | Land      | Gekwalificeerd als          | Beste prestatie                           |
| - | --------- | --------------------------- | ----------------------------------------- |
| 1 | Tsjechië  | Gastland                    | Laatste in poulefase (2016)               |
| 2 | Nederland | Eliteronde: winnaar groep 1 | Vierde plaats (2010)                      |
| 3 | Noorwegen | Eliteronde: winnaar groep 2 | Vierde plaats (2009, 2016)                |
| 4 | Engeland  | Eliteronde: winnaar groep 3 | Derde plaats (2016)                       |
| 5 | Ierland   | Eliteronde: winnaar groep 4 | Tweede plaats (2010)                      |
| 6 | Frankrijk | Eliteronde: winnaar groep 5 | Tweede plaats (2008, 2011, 2012)          |
| 7 | Spanje    | Eliteronde: winnaar groep 6 | Kampioen (2010, 2011 en 2015)             |
| 8 | Duitsland | Eliteronde: beste tweede    | Kampioen (2008, 2009, 2012, 2014 en 2016) |

## Stadions
| Pilsen              | Příbram           | Přeštice            | Domažlice                 |
| ------------------- | ----------------- | ------------------- | ------------------------- |
| Stadion města Plzně | Na Litavce        | Stadion TJ Přeštice | Městský stadion Střelnice |
| Capaciteit: 11.700  | Capaciteit: 9.100 | Capaciteit: 3.000   | Capaciteit: 3.500         |
|                     |                   |                     |                           |

## Groepsfase
De loting voor het eindtoernooi vond plaats op 11 april 2017 en verdeelde de deelnemers in twee groepen van vier ploegen.

### Groep A
| #  | Team      | GW | Win | Gel | Ver | Voor | Tegen | Saldo | Pnt | Opm |
| -- | --------- | -- | --- | --- | --- | ---- | ----- | ----- | --- | --- |
| 1. | Duitsland | 3  | 3   | 0   | 0   | 11   | 3     | +8    | 9   |     |
| 2. | Spanje    | 3  | 1   | 1   | 1   | 7    | 6     | +1    | 4   |     |
| 3. | Frankrijk | 3  | 1   | 1   | 1   | 4    | 4     | +0    | 4   |     |
| 4. | Tsjechië  | 3  | 0   | 0   | 3   | 3    | 12    | -9    | 0   |     |

|                  |              |         |                 |                                                                                |
| 2 mei 2017 11:00 | Tsjechië     | 1–2     | Frankrijk       | Stadion města Plzně, Plzeň Toeschouwers: 10,219 Scheidsrechter: Ifeoma Kulmala |
| 2 mei 2017 11:00 | Šlajsová 53' | verslag | Malard 25', 50' | Stadion města Plzně, Plzeň Toeschouwers: 10,219 Scheidsrechter: Ifeoma Kulmala |

|                  |                |         |                                                |                                                                  |
| 2 mei 2017 16:00 | Spanje         | 1–4     | Duitsland                                      | Stadion TJ Přeštice, Přeštice Scheidsrechter: Cristina Trandafir |
| 2 mei 2017 16:00 | E. Navarro 62' | verslag | Oberdorf 27' Kössler 48' Rackow 78' Nüsken 79' | Stadion TJ Přeštice, Přeštice Scheidsrechter: Cristina Trandafir |

|                  |                     |         |                                                            |                                                                     |
| 5 mei 2017 11:00 | Tsjechië            | 1–5     | Spanje                                                     | Městský stadion Střelnice, Domažlice Scheidsrechter: Galija Etsjeva |
| 5 mei 2017 11:00 | Siváková 79' (pen.) | verslag | Pina 8' Andújar 41' L. Navarro 46' Pujadas 64' Márquez 69' | Městský stadion Střelnice, Domažlice Scheidsrechter: Galija Etsjeva |

|                  |                  |         |            |                                                          |
| 5 mei 2017 11:00 | Duitsland        | 2–1     | Frankrijk  | Na Litavce, Příbram Scheidsrechter: Julia-Stefanie Baier |
| 5 mei 2017 11:00 | Kössler 20', 43' | verslag | Lakrar 77' | Na Litavce, Příbram Scheidsrechter: Julia-Stefanie Baier |

|                  |                                                       |         |                    |                                                   |
| 8 mei 2017 14:00 | Duitsland                                             | 5–1     | Tsjechië           | Na Litavce, Příbram Scheidsrechter: Maria Marotta |
| 8 mei 2017 14:00 | Anyomi 41', 53' Wieder 59' Schneider 74' Rackow 80+4' | verslag | Khýrová 39' (pen.) | Na Litavce, Příbram Scheidsrechter: Maria Marotta |

|                  |           |         |             |                                                              |
| 8 mei 2017 14:00 | Frankrijk | 1–1     | Spanje      | Stadion TJ Přeštice, Přeštice Scheidsrechter: Ifeoma Kulmala |
| 8 mei 2017 14:00 | Martin 5' | verslag | Andújar 62' | Stadion TJ Přeštice, Přeštice Scheidsrechter: Ifeoma Kulmala |

### Groep B
| #  | Team      | GW | Win | Gel | Ver | Voor | Tegen | Saldo | Pnt | Opm |
| -- | --------- | -- | --- | --- | --- | ---- | ----- | ----- | --- | --- |
| 1. | Nederland | 3  | 2   | 1   | 0   | 5    | 2     | +3    | 7   |     |
| 2. | Noorwegen | 3  | 2   | 0   | 1   | 4    | 3     | +1    | 6   |     |
| 3. | Engeland  | 3  | 1   | 0   | 2   | 6    | 4     | +2    | 3   |     |
| 4. | Ierland   | 3  | 0   | 1   | 2   | 0    | 6     | -6    | 1   |     |

|                  |         |         |                                                            |                                                    |
| 2 mei 2017 11:00 | Ierland | 0–5     | Engeland                                                   | Na Litavce, Příbram Scheidsrechter: Galija Etsjeva |
| 2 mei 2017 11:00 |         | verslag | Pattinson 3' O'Donnell 36' Ngunga 38' Hemp 41' Douglas 64' | Na Litavce, Příbram Scheidsrechter: Galija Etsjeva |

|                  |             |         |                                     |                                                                           |
| 2 mei 2017 11:00 | Noorwegen   | 1–3     | Nederland                           | Městský stadion Střelnice, Domažlice Scheidsrechter: Julia-Stefanie Baier |
| 2 mei 2017 11:00 | Tvedten 23' | verslag | Wilms 12' Casparij 20' Ter Beek 37' | Městský stadion Střelnice, Domažlice Scheidsrechter: Julia-Stefanie Baier |

|                  |         |         |            |                                                           |
| 5 mei 2017 11:00 | Ierland | 0–1     | Noorwegen  | Stadion města Plzně, Plzeň Scheidsrechter: Meliz Özçiğdem |
| 5 mei 2017 11:00 |         | verslag | Nygård 77' | Stadion města Plzně, Plzeň Scheidsrechter: Meliz Özçiğdem |

|                  |                           |         |            |                                                             |
| 5 mei 2017 16:00 | Nederland                 | 2–1     | Engeland   | Stadion TJ Přeštice, Přeštice Scheidsrechter: Maria Marotta |
| 5 mei 2017 16:00 | Baijings 40' Leuchter 77' | verslag | Palmer 38' | Stadion TJ Přeštice, Přeštice Scheidsrechter: Maria Marotta |

|                  |           |     |         |                                                                         |
| 8 mei 2017 14:00 | Nederland | 0–0 | Ierland | Městský stadion Střelnice, Domažlice Scheidsrechter: Cristina Trandafir |
| 8 mei 2017 14:00 | verslag   |     |         | Městský stadion Střelnice, Domažlice Scheidsrechter: Cristina Trandafir |

|                  |          |         |                    |                                                           |
| 8 mei 2017 18:00 | Engeland | 0–2     | Noorwegen          | Stadion města Plzně, Plzeň Scheidsrechter: Meliz Özçiğdem |
| 8 mei 2017 18:00 |          | verslag | Olsen 8' Sunde 33' | Stadion města Plzně, Plzeň Scheidsrechter: Meliz Özçiğdem |

## Knockoutfase
In de knockoutfase werd tijdens dit toernooi voor het eerst een nieuw systeem uitgetest voor de strafschoppenserie die bij een gelijkspel een winnaar moet aanwijzen. In tegenstelling tot het gewoonlijke systeem, waar team A altijd eerst trapt, werd voor deze test voor elk strafschoppenpaar telkens afgewisseld wie eerst moest trappen.
Normale volgorde
AB AB AB AB AB - (begin 'sudden death') AB AB enz.
Volgorde in deze test
AB BA AB BA AB - (begin 'sudden death') BA AB enz.
De halve finale tussen Duitsland en Noorwegen was de eerste wedstrijd waar het systeem getest werd.

### Halve finales
|                   |           |         |                             |                                                                    |
| 11 mei 2017 11:00 | Nederland | 0–2     | Spanje                      | Městský stadion Střelnice, Domažlice Scheidsrechter: Maria Marotta |
| 11 mei 2017 11:00 |           | verslag | Bautista 5' (pen.) Pina 34' | Městský stadion Střelnice, Domažlice Scheidsrechter: Maria Marotta |

|                   |                                              |         |                                                 |                                                    |
| 11 mei 2017 18:00 | Duitsland                                    | 1–1     | Noorwegen                                       | Na Litavce, Příbram Scheidsrechter: Ifeoma Kulmala |
| 11 mei 2017 18:00 | Lohmann 44'                                  | verslag | Tvedten 7'                                      | Na Litavce, Příbram Scheidsrechter: Ifeoma Kulmala |
| 11 mei 2017 18:00 | Strafschoppen                                |         |                                                 | Na Litavce, Příbram Scheidsrechter: Ifeoma Kulmala |
| 11 mei 2017 18:00 | Wieder Rackow Lohmann Kössler Nüsken Brunner | 3–2     | Bjelde Sunde Tvedten Birkeli Bjørneboe Haugland | Na Litavce, Příbram Scheidsrechter: Ifeoma Kulmala |

### Finale
|                   |                                   |     |                                  |                                                                 |
| 14 mei 2017 18:30 | Duitsland                         | 0–0 | Spanje                           | Stadion města Plzně, Plzeň Scheidsrechter: Julia-Stefanie Baier |
| 14 mei 2017 18:30 | verslag                           |     |                                  | Stadion města Plzně, Plzeň Scheidsrechter: Julia-Stefanie Baier |
| 14 mei 2017 18:30 | Strafschoppen                     |     |                                  | Stadion města Plzně, Plzeň Scheidsrechter: Julia-Stefanie Baier |
| 14 mei 2017 18:30 | Oberdorf Bahnemann Wieder Kössler | 3–1 | Bautista Aleixandri Torrodá Pina | Stadion města Plzně, Plzeň Scheidsrechter: Julia-Stefanie Baier |